# Serrat de la Perdiu
La Serrat de la Perdiu és una serra situada al municipi de Molló a la comarca del Ripollès, amb una elevació màxima de 1.576 metres.